# Savino Melillo
Savino Girolamo Benedetto Melillo (Cerignola, 21 marzo 1939) è un politico italiano.

## Biografia
Di professione avvocato, viene eletto per la prima volta deputato nel 1983 con il Partito Liberale Italiano (nel Collegio di Bari). Sarà rieletto anche nelle due successive legislature.
Durante i suoi mandati ha fatto parte delle seguenti commissioni parlamentari: Trasporti; Lavori pubblici; Affari sociali; Bilancio e tesoro; Agricoltura. È stato Sottosegretario di Stato ai Trasporti (Governo Craxi I); all'Industristria, commercio e artigianato (Governo Craxi II); alla Pubblica Istruzione (nel Governo Goria, Governo De Mita, Governo Andreotti VI,  Governo Andreotti VII e nel Governo Amato I).

## Opere
- Riflessioni sulla scuola, Armando Editore, 1992, ISBN 9788871442679.
- L'orgoglio meridionale, Age - Alfredo Guida Editore, 1996, ISBN 9788871881171.
- Scuola libera & società aperta. Dall'autonomia all'abolizione del valore legale dei titoli di studio, Seam, 1997, ISBN 9788881790685.
- L'Italia bipolare. La Destra, la Sinistra e la rivoluzione liberale, Bastogi Editrice Italiana, 2000, ISBN 9788881852826.
- Foggia un'antica capitale. Storia del capoluogo e della capitanata dalle origini ai giorni nostri, Bastogi Editrice Italiana, 2002, ISBN 9788881855056.[2]